# Середньочеський кубок з футболу 1922
Середньочеський кубок 1922 (чеськ. Stredoceský Pohár 1922) — п'ятий розіграш футбольного кубку Середньої Чехії. Переможцем змагань вперше став клуб «Славія» (Прага). Через низку перегравань, фінальний матч змагань був проведений у 1923 році.

## Результати матчів
1/4 фіналу
- «Славія» (Прага) — «Вікторія» (Жижков) — 4:1 (3:1 + 1:0)[1]

1/2 фіналу
- 5.11.1922. «Славія» (Прага) — «Спарта» (Прага) — 2:2 (Слоуп-Штапл, Ванік, пен — Дворжачек, А.Гоєр, пен).
- 26.11.1922. «Славія» (Прага) — «Спарта» (Прага) — 0:0[2]
- 02.12.1922. «Спарта» (Прага) — «Славія» (Прага) — 0:1[3] (Слоуп-Штапл).

## Фінал
| 29 квітня 1923 |

| «Славія» (Прага) | 3 — 2        | «Чехія Карлін» (Прага) |
| ---------------- | ------------ | ---------------------- |
| Чапек Ванік      | звіт1 звіт 2 | Влчек                  |

| Прага Глядачів: 5000 Арбітр: Кошржал |

Славія: Ярослав Ханя — Антонін Раценбергер, Карел Нутль — Еміл Сейферт, Вілем Лоос, Франтішек Плодр — Карел Кужель, Рудольф Слоуп-Штапл, Ян Ванік, Йозеф Чапек, Шквор
Чехія Карлін: Петржина — Бартак, Я. Паулін — Кучера, Е. Паулін, Чтворак — Лашек, Северин, Шисл, Влчек, Павлічек

## Склад переможця
Гравці «Славії», що грали у фіналі і в півфінальних матчах проти «Спарти»:
| Воротар: Ярослав Ханя. Захисники: Антонін Раценбергер, Еміл Сейферт, Карел Нутль. Півзахисники: Вілем Лоос, Адольф Бургер, Франтішек Плодр. Нападники: Карел Кужель, Ян Ванік, Рудольф Слоуп-Штапл, Йозеф Чапек, Їндржих Шолтис, Откар Шквайн-Мазал, Шквор. Тренер: Джон Вільям Мадден. |